# Joseph John Thomson
Sir Joseph John „J.J” Thomson OM, FRS (Manchester, 1856. december 18.– 1940. augusztus 30.) Nobel-díjas brit fizikus, aki az elektron és izotópok felfedezésével, illetve a tömegspektrométer feltalálásával vált híressé. 1906-ban tüntették ki a fizikai Nobel-díjjal az elektron felfedezéséért és a gázok elektro-konduktivitásáról (elektromos vezetéséről) nyert eredményeiért. Fia, George Paget Thomson 31 évvel később ugyancsak fizikai Nobel-díjat kapott, mint az elektrondiffrakció egyik felfedezője.

## Élete
16 éves volt, amikor édesapja meghalt. 1870-ben mérnökként tanult a Manchesteri Egyetemen, amely akkoriban még Owens Egyetemként volt ismert, 1876-ban a cambridge-i Trinity College-ba ment tanulni. 1880-ban szerezte baccalaureátusát (BA) matematikából, MA-ját 1883-ban. 1884-ben a fizika Cavendish-professzora lett. Tanítványainak egyike Ernest Rutherford volt, aki később követte őt posztján.
1890-ben feleségül vette Rose Elisabeth Pagetet, házasságukból két gyermekük született: Joan Paget Thomson és George Paget Thomson (részese volt az elektron hullámtermészetének igazolásának 1937-ben). Számtalan tanítványa volt, köztük több Nobel-díjas. 1906-os Nobel-díját a gázok elektromos vezetőképességének elméleti és kísérleti vizsgálatáért kapta.
1908-ban lovaggá ütötték és Érdemrenddel tüntették ki 1912-ben.
1914-ben ő tartotta a Romanes-előadást Oxfordban Atomelmélet címmel.
1918-tól haláláig a cambridge-i Trinity College igazgatója volt.
1940. augusztus 30-án érte a halál, a Westminster-apátságban helyezték nyugalomra, közel Isaac Newton sírjához.
1884-ben választotta tagjává az Angol Királyi Társaság (Royal Society), 1915-től 1920-ig ennek elnöke is volt.

## Munkássága

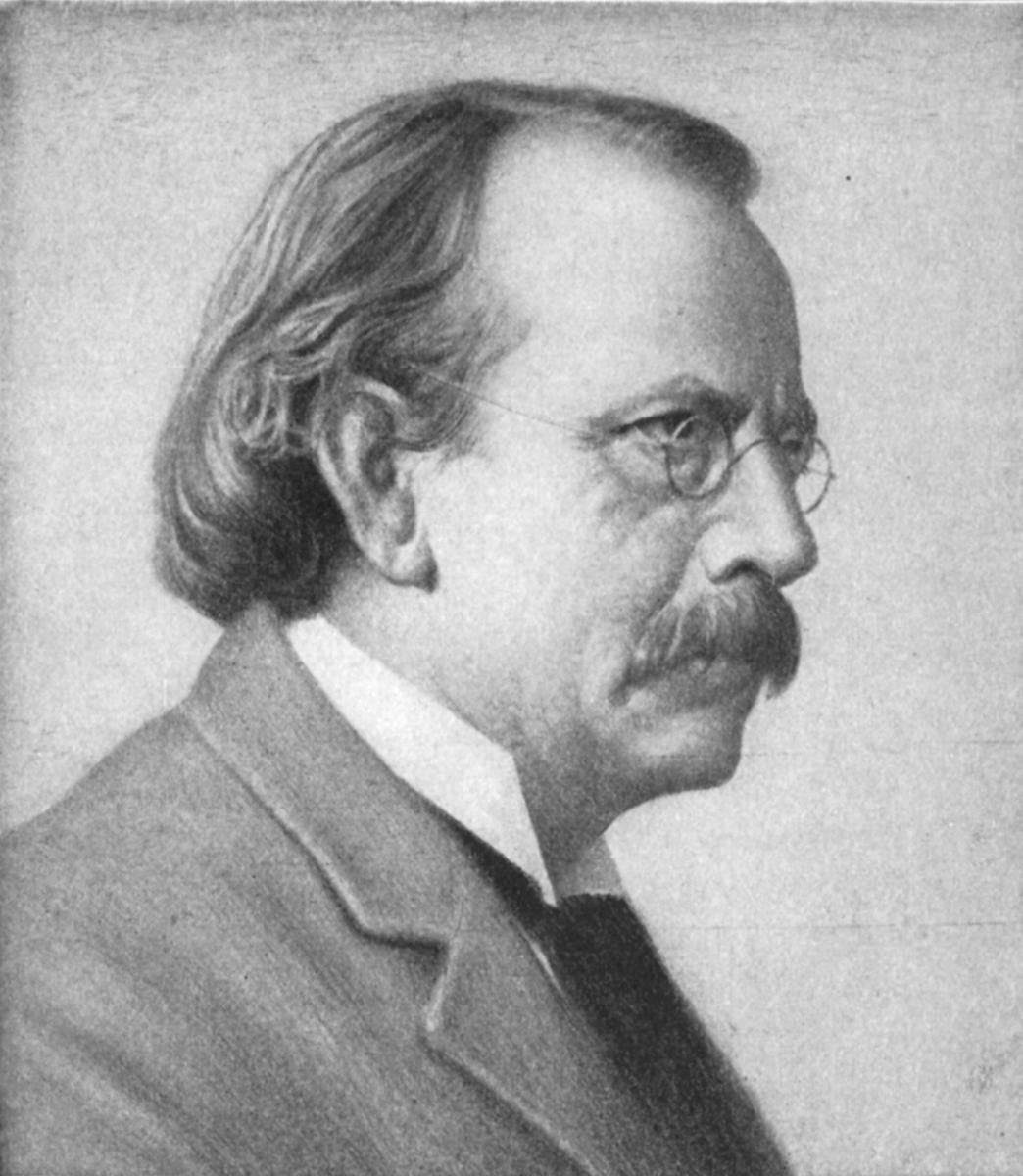
Profilkép

1894-ben forgó tükrös módszerrel megmérte a katódsugárzás sebességét, és kimutatta, hogy az a fénysebesség ezred része. Ebben az évben csaknem fölfedezte a röntgensugárzást: észrevette, hogy a kisülési csőtől „fél–egy méterre tartott üvegcsövek” a katódsugárzás hatására épp úgy fluoreszkálnak, mint maga a kisülési cső, de annyira lefoglalta a sugarak tanulmányozása, hogy nem jutott kedve és ideje e különös jelenség tanulmányozására.
1897-ben tavaszán kimutatta, hogy a katódsugárcsőből kilépő, derengő sugár nem hullámtermészetű (azaz nem fény), hanem negatív töltésű részecskékből áll. Ezek az ugyancsak negatív töltésű katódból lépnek ki, és az anód felé tartanak. Elektromos mezővel eltéríthetők, mágneses térrel görbült pályára kényszeríthetők. Sokkal könnyebbek, mint a hidrogénatomok, tehát minden ismert anyagnál könnyebbek. Mindig azonos természetűek függetlenül attól, hogy milyen anyagból lépnek ki és „milyen gázon is halad át az elektromos kisülés” — következésképpen ezek az anyagnak valamiféle elemi alkotórészei. Márpedig ha az anyagnak vannak részei, akkor kell lennie valamiféle egésznek is, és ez az egész az atom. Ez volt az első olyan alkalom, hogy az anyag részecske- (atom)elméletét sikerült fizikai kísérlettel igazolni.
1899-ben meghatározta az elektron töltését, de elég nagy hibával. Ebben az évben azt is megmutatta, hogy a fényelektromos jelenség során kilépő részecskék fajlagos töltése megegyezik a katódsugárzás részecskéinek fajlagos töltésével, tehát a fényelektromos jelenségben is elektronok lépnek ki az anyagból.
1904-ben megalkotta saját atommodelljét. Ebben a „mazsolás kalácsnak” (plum  pudding) nevezett modellben az atom gömbölyű, pozitív elektromos közegében negatív töltésű elektronok helyezkednek el. A modellben az elektronoknak úgynevezett stabil alakzatokba kellett rendeződniük, és ezek a stabil alakzatok okozták az elemek kémiai különbözőségeit, illetve a periódusos rendszerben is megfigyelhető hasonlóságait. Ebből az következett, hogy az elemek kémiai különbözőségeinek okai az elektronok; a kémia végső soron elektromosság. Ezt az elképzelést az alfa-sugarak szóródásának kimutatásával Rutherford cáfolta meg.
1907-ben rájött arra, hogy elektromos és mágneses mezőt egyidejűleg alkalmazva a különböző sebességű, de azonos fajlagos töltésű részecskék becsapódási nyomai parabolaíven helyezkednek el. Sikerült kísérletileg megcáfolnia az atom oszthatatlanságáról szóló elméletet.